# Проспект Строителей (Барнаул)
Проспект Строи́телей — одна из центральных улиц Барнаула.
Проспект целиком проходит по Железнодорожному району города, от площади Октября до Павловского тракта с северо-востока на юго-запад. Протяженность улицы — 2,8 км. Ширина от 15 до 20 метров. Трамвайные пути проложены от площади Октября до Красноармейского проспекта.
Проспект Строителей появился в начале XX века в связи со строительством железнодорожной станции Барнаула, до 1927 года носил название 12-й Алтайской улицы , с 1927 по 1963 год улицы 21-го Января; с 1963 по 1983 гг. — Новой улицы.
В 1940—1950-е годы, проспект начал активно использоваться как магистраль связывающая Павловский тракт и центр города. Улица застраивалась пятиэтажными домами, появился клуб железнодорожников, стадион «Локомотив», оформилась Привокзальная площадь. В 1970-х годах в месте пересечения улицы с Социалистическим проспектом был создан мемориал Славы памяти погибших на фронтах Великой Отечественной войны из трёх архитектурных сооружений: скульптурной группы «Прощание», 24-метровой стелы на гранитном постаменте и бетонного редута в виде разорванного с двух сторон кольца. А территория проспекта перед мемориалом и сквер названа площадью Победы.
На противоположной вокзалу и мемориалу стороне проспекта находятся: киноконцертный комплекс «Мир», танк Т-34. В районе пересечения с Красноармейским проспектом — 12-этажная гостиница «Барнаул», а с Деповской улицей — фитнес-центр «Аврора». В южной части проспекта ранее располагались цеха Барнаульского аппаратурно-механического завода, сейчас на его месте находится ТРЦ «Galaxy».